# Tuorpunjaure (Jokkmokks socken, Lappland, 741688-165874)
Tuorpunjaure är en sjö i Jokkmokks kommun i Lappland och ingår i Luleälvens huvudavrinningsområde. Sjön har en area på 0,953 kvadratkilometer och ligger 323,1 meter över havet. Tuorpunjaure ligger i Jelka-Rimakåbbå Natura 2000-område.

## Delavrinningsområde
Tuorpunjaure ingår i det delavrinningsområde (741682-165878) som SMHI kallar för Mynnar i Tuorpunjåkkå. Medelhöjden är 369 meter över havet och ytan är 7,56 kvadratkilometer. Det finns inga avrinningsområden uppströms utan avrinningsområdet är högsta punkten. Vattendraget som avvattnar avrinningsområdet har biflödesordning 4, vilket innebär att vattnet flödar genom totalt 4 vattendrag innan det når havet efter 208 kilometer. Avrinningsområdet består mestadels av skog (82 procent). Avrinningsområdet har 0,96 kvadratkilometer vattenytor vilket ger det en sjöprocent på 12,7 procent.